# Los campeones de salto
"Los campeones de salto" ("Springfyrene") es un cuento de hadas del escritor y poeta danés Hans Christian Andersen, famoso por sus cuentos para niños. Fue publicado por primera vez el 7 de abril de 1845 en New Fairy Tales. First Volume. Third Collection (Nye Eventyr. Første Bind. Tredie Samling).
El cuento Los campeones de salto es el n.º 31 de la colección de Andersen.

## Trama
Para determinar quién es el más grande saltador, una pulga, un saltamontes y un huesecillo saltarín inician una competición. El que gane, no solo demostrará su superioridad, sino que además obtendrá la mano de la hija del rey del bosque. La sorpresa se produce cuando el rey da por vencedor al huesecillo saltarín; quizá no fue el que dio el mejor salto, pero sí el más acertado al dirigirlo directamente a los brazos de la princesa.